# Шмаков, Сергей Павлович
Серге́й Па́влович Шма́ков (род. 15 апреля 1937, Феодосия) — заслуженный архитектор России, член-корреспондент международной Академии архитектуры. Почётный член Российской академии архитектуры и строительных наук.

## Биография
Сергей Павлович Шмаков родился в Крыму. В 1937 году семья переехала в Ленинград.
В 1962 году окончил Архитектурный факультет института имени Репина.
В 1958—1960 гг. учился в Чехии на архитектурном факультете Пражского политехнического института.
Молодой архитектор работал в постмодернистском стиле, вдохновлялся архитектурой Ле Корбюзье и советским конструктивизмом. А позже, в 2013 году в своей автобиографической книге Шмаков писал: «Сейчас мне смешон этот архитектурный экстремизм».
С 1962 по 1965 гг. работал в проектном институте «Ленгипрогор».
В «Ленгипрогоре» архитектор разрабатывал проекты планировок городов Бугульмы (Татарстан), Хабаровска и Владивостока, генеральный план города Большой Камень на Дальнем Востоке.
С 1965 года работал в АО «ЛенНИИпроект».
С 1989 года руководил проектной мастерской № 3. Мастерская специализировалась на учреждениях спорта и отдыха.

## Звания
- Член Секретариата Правления Санкт-Петербургского Союза архитекторов
- Член Президиума Правления Союза архитекторов России
- Заместитель председателя Санкт-Петербургского Лицензионного центра[1].

## Конкурсы
- Застройка города Варны (Болгария),
- Музей Лапландии в городе Рованиеми (Финляндия)
- Портовый терминал в городе Иокогама (Япония)
- Застройка центра нового Белграда (Югославия)

## Проекты и постройки

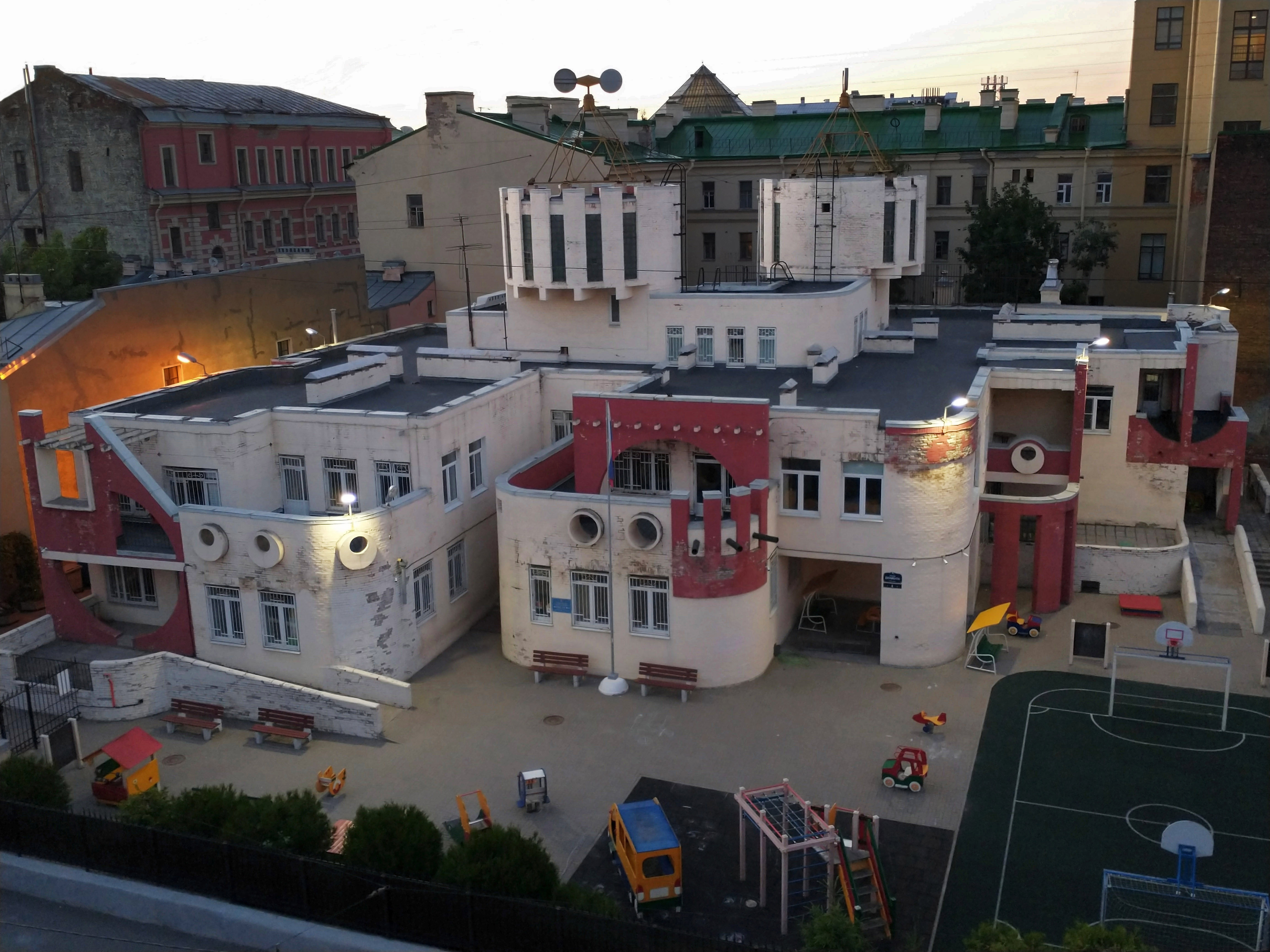

- Детский сад на 140 мест (1980 года постройки). Уникальный детский сад в Санкт-Петербурге на пер. Джамбула, при строительстве которого использовались крышки канализационных колодцев, железобетонные секции теплокамер, железобетонные кольца канализационных колодцев, чугунные фановые трубы[3].
- Жилой комплекс «Дом-Мегалит» на пр. Просвещения
- Детско-юношеская спортивная школа олимпийского резерва (пр. Королёва, 23. 1982—1986)
- Жилой комплекс Горного института[5]